# Swing Entertainment
Swing Entertainment (tiếng Hàn: 스윙 엔터테인먼트) là một công ty giải trí tư nhân của Hàn Quốc được thành lập vào tháng 6 năm 2018. Công ty là ngôi nhà của nghệ sĩ K-pop Kim Jae-hwan, nữ thần tượng Natty.Công ty cũng từng quản lý Wanna One, IOI, X1 và IZ*ONE.

## Lịch sử
Vào tháng 6 năm 2018, Stone Music Entertainment đã thành lập hãng đĩa độc quyền Swing Entertainment để quản lý Wanna One sau khi nhóm kết thúc hợp đồng với YMC Entertainment, với Shin Dong-il (người quản lý cũ của YMC Entertainment) làm người đứng đầu hãng đĩa.
Bắt đầu từ ngày 1 tháng 6, Wanna One sẽ được quản lý bởi Swing Entertainment, một công ty mới được thành lập riêng cho nhóm sau khi hợp đồng của họ với YMC Entertainment hết hạn. Tuy nhiên vẫn sẽ duy trì sự hợp tác với YMC.
Sau khi Wanna One tan rã, Kim Jae-hwan đã ký hợp đồng với Swing Entertainment vào năm 2019.
Công ty cho biết 3 năm sau khi tan rã, IOI đã được thiết lập để trở lại vào tháng 12 năm 2019, có khả năng với tất cả 11 thành viên ban đầu, và sẽ được quản lý bởi Swing Entertainment và Studio Blu. Tuy nhiên, sự trở lại gần như đã bị hủy bỏ do xung đột lịch trình giữa các thành viên và các cuộc điều tra Produce đang diễn ra.
Sau đêm chung kết của chương trình sinh tồn, Produce X 101, những thí sinh chiến thắng cuối cùng, X1, sẽ được quản lý bởi Swing Entertainment và đã ra mắt vào ngày 27 tháng 8 năm 2019. Tuy nhiên, do cuộc điều tra thao túng phiếu bầu của Mnet, nhóm đã tan rã vào ngày 6 tháng 1 năm 2020.
Vào tháng 12 năm 2019, người sáng lập và cựu CEO của YMC Entertainment Cho Yoo-myung trở thành CEO mới của Swing Entertainment, thay thế đồng nghiệp Shin, người đã trở thành giám đốc điều hành.
Vào ngày 10 tháng 3 năm 2020, Swing Entertainment đã được công bố để cùng quản lý IZ*ONE với Off the Record của CJ ENM.
Vào ngày 6 tháng 4 năm 2020, thí sinh Sixteen của JYP Natty đã ký hợp đồng với Swing Entertainment.

## Nghệ sĩ

### Nghệ sĩ thu âm
Nhóm nhạc
- A.C.E (Đồng quản lí với Beat Interactive)
  - Jun
  - Donghun
  - Wow
  - Kim Byeongkwan
  - Chan
- Kep1er (Đồng quản lí với Wake One Entertainment)
  - Kim Chae-hyun
  - Huening Bahiyyih
  - Choi Yu-jin
  - Kim Da-yeon
  - Seo Young-eun
  - Kang Ye-seo
  - Ezaki Hikaru
  - Sakamoto Mashiro
  - Thẩm Tiểu Đình

Nghệ sĩ solo
- Kim Jae-hwan
- Son Ho-young
- Natty

## Cựu nghệ sĩ
- Wanna One (2018-2019) 
  - Yoon Ji-sung (2018-2019)
  - Ha Sung-woon (2018-2019)
  - Hwang Min-hyun (2018-2019)
  - Ong Seong-wu (2018-2019)
  - Kang Daniel (2018-2019)
  - Park Ji-hoon (2018-2019)
  - Park Woo-jin (2018-2019)
  - Bae Jin-young (2018-2019)
  - Lee Dae-hwi (2018-2019)
  - Lai Kuan-lin (2018-2019)
- IOI (2019) 
  - Lim Na-young (2019)
  - Chungha (2019)
  - Kim Se-jeong (2019)
  - Jung Chae-yeon (2019)
  - Zhou Jieqiong (Joo Kyul-kyung) (2019)
  - Kim So-hye (2019)
  - Choi Yoo-jung (2019)
  - Kang Mi-na (2019)
  - Kim Do-yeon (2019)
- X1 (2019-2020) 
  - Han Seung-woo (2019-2020)
  - Cho Seung-youn (2019-2020)
  - Kim Woo-seok (2019-2020)
  - Kim Yo-han (2019-2020)
  - Lee Han-gyul (2019-2020)
  - Cha Jun-ho (2019-2020)
  - Son Dong-pyo (2019-2020)
  - Kang Min-hee (2019-2020)
  - Lee Eun-sang (2019-2020)
  - Song Hyeong-jun (2019-2020)
  - Nam Do-hyon (2019-2020)
- IZ*ONE (2020-2021) (Đồng quản lí với Off The Record Entertainment) 
  - Kwon Eun-bi (2020-2021)
  - Miyawaki Sakura (2020-2021)
  - Kang Hye-won (2020-2021)
  - Choi Ye-na (2020-2021)
  - Lee Chae-yeon (2020-2021)
  - Kim Chae-won (2020-2021)
  - Kim Min-ju (2020-2021)
  - Yabuki Nako (2020-2021)
  - Honda Hitomi (2020-2021)
  - Jo Yu-ri (2020-2021)
  - An Yu-jin (2020-2021)
  - Jang Won-young (2020-2021)